# Ronde van Frankrijk 2023/Negentiende etappe
De negentiende etappe van de Ronde van Frankrijk 2023 was een vlakke rit met een lengte van 172,8 kilometer. De etappe werd verreden op 21 juli met de start in Moirans-en-Montagne en de finish in Poligny.

## Parcours
Deze etappe was niet al te moeilijk en ging over een glooiend landschap in de Jura. Na 23,7 kilometer fietsen lag er een klim van de vierde categorie op de Côte du Bois de Lionge. De tussensprint lag in het plaatsje Ney na 97,7 kilometer fietsen. Vervolgens was er na 144,7 kilometer er nog een klim van derde categorie op de Côte d'Ivory gevolgd door een afdaling naar de vlakke kilometers tot aan de finish in Poligny.

## Verloop
De Sloveen Matej Mohorič heeft de negentiende etappe gewonnen.
De etappe begon vrij nerveus met veel demarrages en een aantal renners die alleen of in een duo voorop reden. Na ongeveer vijftig kilometer vormden negen renners de eerste serieuze ontsnapping: de Belgen Victor Campenaerts en Tiesj Benoot, de Australiër Jack Haig, de Deen Mads Pedersen, de Duitsers Nils Politt en Georg Zimmermann, de Fransen Julian Alaphilippe en Warren Barguil en de Italiaan Matteo Trentin. Politt, slachtoffer van een mechanisch probleem, moest zijn acht vluchtmakkers laten gaan. Terwijl het peloton nauwelijks een minuut achterstand had bij de tussensprint in Ney gewonnen door Pedersen, haalde een grote groep van ongeveer dertig renners de acht vluchters in met nog ongeveer zeventig kilometer te gaan. Deze groep had niet de gele trui van Jonas Vingegaard of de witte trui van Tadej Pogačar in de gelederen, maar wel de groene trui van Jasper Philipsen, zijn ploegmaat Mathieu van der Poel en andere wielrenners zoals Kasper Asgreen, Christophe Laporte, Alberto Bettiol en Tom Pidcock.
Met nog 60 kilometer te gaan, vielen Victor Campenaerts en de Australiër Simon Clarke aan, maar 27 kilometer verderop kon Clarke, die last had van kramp, de Belg niet meer volgen. Campenaerts werd later, aan de voet van de laatste klim van de dag, de Côte d'Ivory, ingehaald door Kasper Asgreen, Matej Mohorič en Ben O'Connor. Het trio werkte samen en ging op weg naar de finish met een voorsprong van ongeveer dertig seconden op de eerste achtervolgers. 
In Poligny zette O'Connor de sprint van ver aan, Asgreen snelde hem even later voorbij, maar werd op de streep met een velglengte voorsprong geklopt door Matej Mohorič. Het was de derde Tourzege voor de Sloveen, na zijn dubbel in 2021. Philipsen won de sprint voor de vierde plaats, met het peloton gele trui op meer dan dertien minuten van de winnaar.

## Uitslag etappe
| Moirans-en-Montagne – Poligny (172,8 km) |                      |                       |          |
| Plaats                                   | Naam                 | Ploeg                 | Tijd     |
| 1                                        | Matej Mohorič        | Bahrain-Victorious    | 3u31'02" |
| 2                                        | Kasper Asgreen       | Soudal Quick-Step     | z.t.     |
| 3                                        | Ben O'Connor         | AG2R-Citroën          | + 4"     |
| 4                                        | Jasper Philipsen     | Alpecin-Deceuninck    | + 39"    |
| 5                                        | Mads Pedersen        | Lidl-Trek             | z.t.     |
| 6                                        | Christophe Laporte   | Team Jumbo-Visma      | z.t.     |
| 7                                        | Luka Mezgec          | Team Jayco AlUla      | z.t.     |
| 8                                        | Alberto Bettiol      | EF Education-EasyPost | z.t.     |
| 9                                        | Matteo Trentin       | UAE Team Emirates     | z.t.     |
| 10                                       | Tom Pidcock          | INEOS Grenadiers      | z.t.     |
|                                          |                      |                       |          |
| 12                                       | Mathieu van der Poel | Alpecin-Deceuninck    | + 43"    |

 –  Victor Campenaerts was de strijdlustigste renner van de negentiende etappe. Hij was na Wout van Aert de tweede renner die deze Ronde van Frankrijk twee keer op rij de prijs voor de strijdlust kreeg. Later won hij de prijs voor strijdlustigste renner van de gehele ronde.

## Klassementen

### Algemeen klassement
| Algemeen klassement (gele trui) |                  |                    |            |
| Plaats                          | Naam             | Ploeg              | Tijd       |
| Gele trui                       | Jonas Vingegaard | Team Jumbo-Visma   | 75u49'24"  |
| 2                               | Tadej Pogačar    | UAE Team Emirates  | + 7'35"    |
| 3                               | Adam Yates       | UAE Team Emirates  | + 10'45"   |
| 4                               | Carlos Rodríguez | INEOS Grenadiers   | + 12'01"   |
| 5                               | Simon Yates      | Team Jayco AlUla   | + 12'19"   |
| 6                               | Pello Bilbao     | Bahrain-Victorious | + 12'50"   |
| 7                               | Jai Hindley      | BORA-hansgrohe     | + 13'50"   |
| 8                               | Felix Gall       | AG2R-Citroën       | + 16'11"   |
| 9                               | Sepp Kuss        | Team Jumbo-Visma   | + 16'49"   |
| 10                              | David Gaudu      | Groupama-FDJ       | + 17'57"   |
|                                 |                  |                    |            |
| 18                              | Wilco Kelderman  | Team Jumbo-Visma   | + 1u03'42" |
| 23                              | Tiesj Benoot     | Team Jumbo-Visma   | + 1u35'28" |

### Puntenklassement
| Puntenklassement (groene trui) |                   |                    |        |
| Plaats                         | Naam              | Ploeg              | Punten |
| Groene trui                    | Jasper Philipsen  | Alpecin-Deceuninck | 377    |
| 2                              | Mads Pedersen     | Lidl-Trek          | 238    |
| 3                              | Bryan Coquard     | Cofidis            | 188    |
| 4                              | Tadej Pogačar     | UAE Team Emirates  | 146    |
| 5                              | Kasper Asgreen    | Soudal Quick-Step  | 125    |
| 6                              | Jordi Meeus       | BORA-hansgrohe     | 123    |
| 7                              | Jonas Vingegaard  | Team Jumbo-Visma   | 107    |
| 8                              | Matej Mohorič     | Bahrain-Victorious | 106    |
| 9                              | Pello Bilbao      | Bahrain-Victorious | 95     |
| 10                             | Dylan Groenewegen | Team Jayco AlUla   | 95     |

### Bergklassement
| Bergklassement (bolletjestrui) |                            |                        |        |
| Plaats                         | Naam                       | Ploeg                  | Punten |
| Bolletjestrui                  | Giulio Ciccone             | Lidl-Trek              | 88     |
| 2                              | Felix Gall                 | AG2R-Citroën           | 82     |
| 3                              | Jonas Vingegaard           | Team Jumbo-Visma       | 81     |
| 4                              | Neilson Powless            | EF Education-EasyPost  | 58     |
| 5                              | Tadej Pogačar              | UAE Team Emirates      | 49     |
| 6                              | Simon Yates                | Team Jayco AlUla       | 40     |
| 7                              | Tobias Halland Johannessen | Uno-X Pro Cycling Team | 38     |
| 8                              | Jai Hindley                | BORA-hansgrohe         | 31     |
| 9                              | Michał Kwiatkowski         | INEOS Grenadiers       | 30     |
| 10                             | Michael Woods              | Israel-Premier Tech    | 28     |
|                                |                            |                        |        |
| 12                             | Wout Poels                 | Alpecin-Deceuninck     | 20     |
| 18                             | Maxim Van Gils             | Lotto-Dstny            | 15     |

### Jongerenklassement
| Jongerenklassement (witte trui) |                            |                        |            |
| Plaats                          | Naam                       | Ploeg                  | Tijd       |
| Witte trui                      | Tadej Pogačar              | UAE Team Emirates      | 75u56'59"  |
| 2                               | Carlos Rodríguez           | INEOS Grenadiers       | + 4'26"    |
| 3                               | Felix Gall                 | AG2R-Citroën           | + 8'36"    |
| 4                               | Tom Pidcock                | INEOS Grenadiers       | + 37'09"   |
| 5                               | Mattias Skjelmose Jensen   | Lidl-Trek              | + 1u47'09" |
| 6                               | Mathieu Burgaudeau         | Team TotalEnergies     | + 1u54'15" |
| 7                               | Tobias Halland Johannessen | Uno-X Pro Cycling Team | + 2u07'04" |
| 8                               | Clément Champoussin        | Arkéa-Samsic           | + 2u38'01" |
| 9                               | Matthew Dinham             | Team DSM-Firmenich     | + 2u54'30" |
| 10                              | Maxim Van Gils             | Lotto-Dstny            | + 3u00'34" |
|                                 |                            |                        |            |
| 11                              | Lars van den Berg          | Groupama-FDJ           | + 3u08'22" |

### Ploegenklassement
| Ploegenklassement |                    |            |
| Plaats            | Ploeg              | Tijd       |
|                   | Team Jumbo-Visma   | 227u54'45" |
| 2                 | UAE Emirates       | + 27'15"   |
| 3                 | Bahrain-Victorious | + 30'09"   |
| 4                 | INEOS Grenadiers   | + 32'56"   |
| 5                 | Groupama-FDJ       | + 1u00'51" |

1e etappe ·
2e etappe ·
3e etappe ·
4e etappe ·
5e etappe ·
6e etappe ·
7e etappe ·
8e etappe ·
9e etappe ·
10e etappe ·
11e etappe ·
12e etappe ·
13e etappe ·
14e etappe ·
15e etappe ·
16e etappe ·
17e etappe ·
18e etappe ·
19e etappe ·
20e etappe ·
21e etappe
Startlijst · Eindstanden · Afbeeldingen